# Kő (település)
Kő (horvátul: Kamenac) falu Horvátországban, Eszék-Baranya megyében. Közigazgatásilag Hercegszöllőshöz tartozik.

## Fekvése
Eszéktől légvonalban 23, közúton 32 km-re északra, községközpontjától 3 km-re északnyugatra, Baranyában, a Drávaszög középső részén, a Báni-hegység déli lábánál, Karancs és Hercegszöllős között fekszik. Egyetlen utcája a Glavna (Fő) utca.

## Története
1963-ban régészeti terepbejárás során az eszéki múzeum munkatársai a falu melletti szántóföldeken és kertekben nagyszámú római építőanyag maradványait és kerámiatöredékeket találtak. Ebből azt a következtetést vonták le, hogy itt, a Duna menti római limes közelében római település, vagy villa állt. A tervszerű régészeti feltárás hiányában ez a kérdés máig nyitott maradt.
Kő település első írásos említése 1289-ben „Kev” alakban történt. 1367-ben és 1460-ban „Kw”, 1497-ben „Kew” formában találjuk a korabeli oklevelekben. A szekcsői Herczeg család birtoka volt. A török 1526-ban szállta meg. Az 1591-es török adókönyvben „Köh” néven 38 kapuval szerepel. Az adókönyv nevei alapján a falut magyarok lakták.
A térség 1687-ben szabadult fel a török uralom alól. A felszabadítás után Kő a bellyei uradalom része lett. A bellyei uradalom részeként előbb kamarai birtok, majd királyi adományként hadi érdemeiért Savoyai Jenő herceg kapta meg. Savoyai 1736-os halála után, miután örököse nem volt, a birtok a kamarára szállt. Mária Terézia 1780. május 5-én leányának Mária Krisztinának és férjének, Szász-Tescheni Albert hercegnek adományozta. Miután ők is gyermektelenek voltak, a birtokot Károly Lajos főherceg örökölte. Károly örököse fia, Albrecht lett, majd halála után Albrecht testvérének fia, Frigyes lett a következő ura, egészen az első világháborúig.
A környező többi faluhoz hasonlóan Kő határának nagy része szőlő és erdő volt. A gazdák kiváló borokat termeltek. Gazdag legelőin jelentős állatállományt tartottak, ezeket vásárokon adták el. 1857-ben 440, 1910-ben 369 lakosa volt. Baranya vármegye Baranyavári járásához tartozott. A település az első világháború után az új szerb-horvát-szlovén állam, majd később (1929-ben) Jugoszlávia része lett. 1941 és 1944 között ismét Magyarországhoz tartozott, majd a háború után ismét Jugoszlávia része lett. 1991-ben lakosságának 31%-a magyar, 28%-a horvát, 19%-a szerb, 7%-a jugoszláv, 1%-a német nemzetiségű volt. A településnek 2011-ben 166 lakosa volt.

## Népessége
| Lakosság változása | Lakosság változása | Lakosság változása | Lakosság változása | Lakosság változása | Lakosság változása | Lakosság változása | Lakosság változása | Lakosság változása | Lakosság változása | Lakosság változása | Lakosság változása | Lakosság változása | Lakosság változása | Lakosság változása | Lakosság változása |
| ------------------ | ------------------ | ------------------ | ------------------ | ------------------ | ------------------ | ------------------ | ------------------ | ------------------ | ------------------ | ------------------ | ------------------ | ------------------ | ------------------ | ------------------ | ------------------ |
| 1857               | 1869               | 1880               | 1890               | 1900               | 1910               | 1921               | 1931               | 1948               | 1953               | 1961               | 1971               | 1981               | 1991               | 2001               | 2011               |
| 440                | 446                | 473                | 447                | 390                | 369                | 377                | 475                | 342                | 338                | 374                | 382                | 271                | 294                | 177                | 166                |

(1869-től településrészként, 1991-től önálló településként. 1921-ben és 1931-ben lakosságát Hercegszöllőshöz számították.)

## Gazdaság
A településen hagyományosan a mezőgazdaság, az állattartás és a szőlőtermesztés képezi a megélhetés alapját. Egyre ismertebbé válik a falu Budzsáknak nevezett része, amelyben pincesor van és egyfajta borútnak számít. A falu északi részén található drávaszögi löszhát lejtőin fekszik, körülötte a Belje Rt. és magánszemélyek szőlőültetvényei vannak.

## Nevezetességei
A református templom pontos építési ideje nem ismert, általában a 17. század végére teszik. Egy tűzvészben súlyosan megrongálódott, ezért 1877-ben átalakítva építették újjá. A második világháborúban ismét súlyos sérüléseket kapott. 1946-ban sérüléseit kijavították, a tornyot viszont csak 1960-ra tudták újjáépíteni. 1963-ban a földrengésben újra súlyos károk érték, de 1966-ra helyreállították. Legutóbb 2001-ben és 2004-ben renoválták.

## Kultúra
A „Tánc” Magyar Kulturális Egyesület 2000-ben alakult Kőben azzal a céllal, hogy ápolják a magyar nyelvet és kultúrát, megőrizzék a népi hagyományokat. Az egyesületen belül játszóház és női kreatív csoport működik. A legújabb csoportja az egyesületnek a színjátszó csoport.

## Oktatás
A településen a Hercegszöllősi Általános Iskola területi iskolája működik.

## Sport
Az NK Sloboda Kamenac labdarúgóklub a 20. században működött.